# Liam Brady
William „Liam“ Brady (* 13. Februar 1956 in Dublin) ist ein ehemaliger irischer Fußballspieler und -trainer.

## Karriere

### Als Spieler
Liam Brady begann seine Karriere bei St. Kevin’s Boys FC und wurde danach vom FC Arsenal verpflichtet, mit denen er 1979 den FA Cup gewann. Außerdem stand der Ire mit dem Klub 1980 im Finale des Europapokals der Pokalsieger, das man allerdings gegen den FC Valencia verlor.
Im Jahr 1980 wechselte er zu Juventus Turin und wurde dort der erste ausländische Spieler nach Aufhebung des Ausländerverbots im italienischen Fußball. Mit Juve gewann er 1980/81 und 1981/82 zwei italienische Meisterschaften. Am letzten Spieltag der Saison 1981/82 zeigte Liam Brady Professionalität: Obwohl er wusste, dass er zur nächsten Saison verkauft werden würde, trat er im Spiel gegen die US Catanzaro zu einem Elfmeter an, verwandelte diesen und bescherte seinem Team damit die Meisterschaft.
Zur Saison 1982/83 wurde Michel Platini von Juventus verpflichtet, daraufhin wechselte Brady zu Sampdoria Genua.
Nach zwei Jahren bei Samp ging er 1984 zu Inter Mailand, wo er wiederum zwei Saisons verbrachte und danach zu Ascoli Calcio wechselte, wo er ein Jahr spielte, bevor er schließlich zurück auf die Insel zu West Ham United wechselte, wo er 1989 seine aktive Laufbahn beendete.

### Als Trainer
Im Jahr 1991 wurde Liam Brady Trainer beim schottischen Verein Celtic Glasgow, wo er bis 1993 blieb, von 1993 bis 1995 trainierte er dann Brighton & Hove Albion.
Seit 1996 ist Liam Brady Verantwortlicher für die Jugendarbeit bei Arsenal. Zusätzlich arbeitete er ab 2008 beim irischen Verband als Assistent des neuen Trainers der Nationalmannschaft, Giovanni Trapattoni.
Brady trat im April 2010 von seinem Posten zurück, um sich intensiver auf seine Aufgaben beim FC Arsenal konzentrieren zu können.

## Erfolge

### Als Spieler
- Italienische Meisterschaft: 1980/81, 1981/82 (mit Juventus Turin)
- FA Cup: 1978/79 (mit Arsenal)
- PFA Players' Player of the Year: 1979